# Lepturges festivus
Lepturges festivus es una especie de escarabajo longicornio del género Lepturges, categorizada en la tribu Acanthocinini, de la subfamilia Lamiinae. Fue descrita por Bates en 1872.

## Descripción
Mide 5,83 mm de longitud.

## Distribución
Se distribuye por Costa Rica, Nicaragua y Panamá.